# Електрохімічний та електрометалургійний завод у Монсоні
Електрометалургійний завод у Монсоні – виробничий майданчик хімічного, а потім металургійного спрямування на північному сході Іспанії.
В основу проєкту заводу поклали ідею використання гідроресурсів Піренеїв, для чого компанія Hidro Nitro Española (HNE) в 1949-му ввела в дію ГЕС Сан-Хосе потужністю 22,1 МВт. Згодом вона розширила свій напрямок виробництва електроенергії за рахунок ГЕС El Ciego (3,4 МВт), ГЕС Арієстолас (6,1 МВт), ГЕС Аріас 1 (6,4 МВт) та ГЕС Аріас 2 (6,4 МВт).
У 1950-му почав роботу майданчик у Монсоні, де організували випуск карбіду кальцію (результат плавки вапняку), що з 1952 (за іншими даними – 1951) року йшов на продукування азотного добрива – ціанаміду кальцію (так само результат плавки в печах). Потужність заводу по цьому добриву становила до 30 тисяч тонн на рік.  
Первісно планувалось також організувати в Монсоні випуск іншого азотного добрива – сульфату амонію, проте в підсумку це виробництво розмістили в Таррагоні. Водночас напівфабрикат для цього процесу, яким виступає аміак, певний час отримували в Монсоні на основі електролізу (можливо відзначити, що HNE запустила в Монсоні в 1952-го завод хімії електролізу, що передусім виробляв хлор). 
У 1970-му випуск ціанаміду кальцію припинили, що, втім, не стало завершальним для майданчика, який перетворився на металургійний. Є відомості, що вже наприкінці 1950-х HNE продукувала в Монсоні феросиліцій, а в 1969-му ввели в дію печі для виплавки феромарганцю та феросилікомарганцю. 
В 1969-му 40% участі в HNE придбала французька компанія Pechiney Ugine Kuhlmann (наразі стала частиною глобальної корпорації Alcan). Станом на першу половину1980-х за Pechiney рахувалось 45,2%, а іншими великими акціонерами були південноафриканська Samancor та іспанська Carburos Metalicos (по 23,6%).
В 1996-му HNE придбала компанія FerroAtlántica, що належить до іспанської групи Villar Mir, після чого почали процес модернізації зі встановленням нових печей – по одній для феросилікомарганцю та феромарганцю. Як наслідок, загальна потужність майданчику досягнула 88 тисяч тонн феросилікомарганцю (дві печі по 25 МВт) та 46 тисяч тонн феромарганцю на рік (дві печі по 10 МВт). У 2007-му досягнули пікової фактичної виробітки на з показником у 99,6 тисяч тонн феросплавів. Необхідний для цього напрямку марганцевий концентрат імпортується.
В 2015-му майданчик в Монсоні він перейшов під контроль Ferroglobe (була створена шляхом злиття FerroAtlántica з американською Globe Specialty Metals). З 2018-го HNE перетворили на FerroAtlantica del Cinca, при цьому гідроенергетичний підрозділ продали.
Можливо також відзначити, що необхідний для виробництва феросилікомарганцю кварц може постачатись належними Ferroglobe копальнями кварцу, як то Серрабаль, Сонія, Кончітіна та Есмеральда.